# الجمهوريون لبلغاريا
الجمهوريون لبلغاريا هو حزب سياسي بلغاري تم تشكيله من قبل تسفيتان تسفيتانوف الذي كان سابقًا ثاني أكبر مسؤول في حزب مواطنون من أجل التنمية الأوروبية في بلغاريا الحاكم بعد أن تم خفض رتبته من منصبه من قبل زعيم حزب الاتحاد الأوروبي ورئيس الوزراء البلغاري بويكو بوريسوف. اختصار الحزب (RB) هو إشارة إلى تحالف الكتلة الإصلاحية اليميني البائد.

## الهوية
تم تشكيل نواة الحزب في المقام الأول من مواطنون من أجل التنمية الأوروبية في بلغاريا السابقين، وبدرجة أقل - أيضًا من أعضاء الديمقراطيون من أجل بلغاريا قوية واتحاد القوى الديمقراطية السابقين. وقد وضع نفسه رسميًا في الفضاء السياسي لليمين الوسط، ورأى أن أحزاب الوسط واليمين شركاء محتملون. على الرغم من أصول الحزب كحركة منشقة، رفض زعيمه عمومًا استبعاد تشكيل حكومة ائتلافية محتملة في المستقبل بين حزبه القديم والجديد.
صرح تسفيتانوف أن هدف الحزب هو أن يصبح «عاملاً لا يمكن التغلب عليه في السياسة البلغارية وضامنًا لاتجاه التنمية الأوروبي الأطلسي». على هذا النحو أصبحت واحدة من أقوى المؤيدين لعضوية بلغاريا في الناتو.